# طواف إيطاليا 1965
طواف إيطاليا 1965 هو سباق دراجات هوائية أقيم في إيطاليا بتاريخ 15 مايو - 6 يونيو، تكون السباق من 22 مرحلة وامتدّ لمسافة 4051 كم بسرعة 34.270 كم/س، استغرق السباق 121 ساعة 08 دقيقة 18 ثانية. فاز به الإيطالي فيتوريو أدورني.

## الترتيب
| م                     | الدرّاج         | البلد   | الزمن                      |
| --------------------- | -------------- | ------- | -------------------------- |
| الفائز بالترتيب العام | فيتوريو أدورني | إيطاليا | 121 ساعة 08 دقيقة 18 ثانية |
| التسلق                | فرانكو بيتسي   | إيطاليا | -                          |